# GNU FreeFont
GNU FreeFont，又稱為自由的通用字符集輪廓字體（英語：Free UCS Outline Fonts），是一組自由的高品質的輪廓（OpenType、TrueType及WOFF）字體，目標是盡可能的包含通用字符集的大多數字元。此專案於2002年由Primož Peterlin發起，而現在則由Steve White維護。
此套字體以GNU GPLv3包含GPL字型例外的方式授權，確保其可以自由的被散佈，且這樣就可以讓這些字體嵌入文件中而不讓文件本身受到GPL的影響。
此字體家族包含了三種字體，分別稱為FreeMono、FreeSans、及FreeSerif，每一個都有四種風格。這些字體可以從GNU Savannah上免費獲得。

## 歷史
這套字體的核心是35種由URW++設計與開發有限公司為Ghostscript專案所捐贈的Type 1字體，同樣以GPL授權。基本的西里尔字母範圍是基於Valek Filipov的Cyrillic及Omega Serif字體。Valek Filippov加入了一些複合的拉丁字母擴展A的字體。
Angelo Haritsis收集了一套希臘文的Type 1字體，在FreeSans及FreeMono中可用。有襯線的梵文字體則是從Velthuis TeX字體而來，而無襯線的部份則是基於Gargi；孟加拉文及古木基文是基於Harsh Kumar的BharatBhasha專案及其他專案。古吉拉特文及奧里亞文是基於Samyak字體。吉茲字母是基於在汉堡大学中的衣索比亞元字體專案。

## Unicode覆蓋範圍
在最新的2012-05-03釋出的版本中：
- FreeSerif字體包含了10,537個字，有正規、斜體、粗體及粗斜體四種風格。
- FreeSans字體包含了6,272個字，有正規、斜體、粗體及粗斜體四種風格。
- FreeMono字體包含了4,178個字，有正規、斜體、粗體及粗斜體四種風格。

這個字體家族包含了以下的Unicode字元區塊：
- 基本拉丁文字母
- 拉丁字母-1補充
- 拉丁字母擴展A
- 拉丁字母擴展B
- IPA（國際音標）擴展
- 改造字母
- 混雜符號
- 希臘字母
- 西里爾字母
- 西里爾字母（補充）
- 阿拉伯字母
- 希伯來字母
- N'Ko字母
- 它拿字母
- 敘利亞字母
- 亞美尼亞字母
- 喬治亞字母
- 梵文字母
- 孟加拉文字母
- 古吉拉特文字母
- 古木基文字母
- 奧里亞文字母
- 僧伽羅文字母
- 泰米爾文字母
- 馬來亞拉姆文字母
- 傣哪文字母
- 衣索比亞字母
- 泰文字母
- 克耶字母
- 切羅基語字母
- 統一加拿大原住民音節文字母
- Hanunóo字母
- 布吉文字母
- 瓦伊文字母
- 音標符號擴展
- 音標符號補充
- 變音符號
- 西里爾字母擴展B
- 提非納文字母
- 奧斯曼亞字母
- 科普特字母
- 格拉哥里字母
- 哥德字母
- 烏加里特字母
- 古波斯楔形文字
- 腓尼基字母
- 盧恩字母
- 盲文
- 補充箭頭A
- 拉丁字母附加擴展
- 希臘字母擴展
- 標點符號
- 上標及下標
- 貨幣符號
- 字母式符號
- 數字型式
- 箭頭
- 數學運算符號
- 其他技術符號
- 封閉的字母及數字
- 方框繪製字元
- 方塊元素
- 幾何外形
- 其他符號
- 丁貝符號
- 字母表現形式
- 越南文字母
- 西方音樂符號
- 拜占庭音樂符號
- 麻將牌
- 骨牌

## 外部連結
- GNU FreeFont
- 自由的通用字符集輪廓字體專案首頁